# Имроншоев, Гулдасташо
Гулдасташо Имроншоев (тадж. Гулдасташо Имроншоев) — таджикский государственный деятель, исполняющий обязанности министра внутренних дел Таджикистана в правительстве национального согласия Таджикистана (с мая по ноябрь 1992 года).

## Биография
Гулдасташо Имроншоев в 1989 году возглавил вновь созданное Управление по борьбе с организованной преступностью Таджикской ССР.
С началом гражданской войны в Таджикистане, 11 мая 1992 года под давлением оппозиции Рахмон Набиев согласился на создание коалиционного правительства с её участием, получившего название правительства национального согласия, полномочия которого должны были действовать до ноября 1992 года, когда планировалось проведение выборов в новый парламент страны. Правительство возглавил Акбаршо Искандаров, Имроншоев был назначен исполняющим обязанности министра внутренних дел.
Гулдасташо Имроншоев был одним из организаторов «примирительной» 16-й сессии Верховного совета, проходившей с ноября по декабрь 1992 года в Худжанде. 23 ноября вместе с и. о. вице-президента Абдумаликом Абдуллоджановым, Имроншоев встречался в Душанбе с 28 полевыми командирами, из которых 17 изъявили желание приехать в Худжанд. Также выступая 24 ноября перед депутатами Верховного Совета Имроншоев подчеркнул, что МВД выступает за приглашение полевых командиров на сессию, чтобы они смогли договориться друг с другом. В своём выступлении Имроншоев также сказал, что настоящие лидеры вооруженных формирований не полевые командиры, а депутаты, сидящие в зале, пояснив свои слова тем, что полевые командиры только исполнители воли своих настоящих руководителей, которые снабжают их оружием. На слова депутатов о конкретных именах, Имроншоев не дал прямого ответа, сославшись на необходимость подготовки соответствующих документов.
Депутаты Верховного совета также подвергли критике Акбаршо Искандарова, исполняющего обязанности президента и председателя Верховного совета Таджикистана, за незаконное по их мнению присвоение исполняющему обязанности министра внутренних дел полковнику Гулдасташо Имроншоеву звания генерал-майора. Впоследствии Имроншоев был официально лишён генеральского звания.
По итогу 16-й сессии Верховного совета правительство национального согласия прекратило свою деятельность, новым министром внутренних дел был назначен полевой командир Якуб Салимов.